# Wolf Huber
Wolf Huber (Feldkirch (Vorarlberg), c. 1485-Passau, 1553) va ser un pintor, dibuixant i arquitecte renaixentista austríac, actiu a Passau, en la Niederbayern.

## Biografia i obra
Encara que nascut en Feldkirch, en el si d'una família d'artistes, només és documentat a partir de 1515, establert ja a Passau. La seva vinculació amb els corrents renaixentistes italians i alemanys han fet presumir un viatge pel nord d'Itàlia i l'Alt Rin, la qual cosa li permetria familiaritzar-se amb la pintura d'Albercht Dürer i Lucas Cranach entre d'altres. El 1517 Ernest de Baviera, administrador del bisbat de Passau, el va nomenar pintor de la cort, càrrec en el qual va ser confirmat en 1542 pel príncep bisbe Wolfgang von Salm. Per a un altre aristòcrata local, Niklas II von Salm, va reconstruir el palau familiar sobre el riu Eno amb l'addició d'ales renaixentistes i riques pintures, només en una petita part conservades.
Autor d'un nombre considerable de dibuixos, incloent alguns paisatges que ho vinculen a l'anomenada escola del Danubi, encapçalada per Albrecht Altdorfer, en la seva pintura a l'oli, principalment retaules i motius religiosos, es mostra encara estretament proper a Dürer, especialment en les seves obres primerenques, com la Lamentació sobre Crist mort del Museu del Louvre, sobre un característic fons de paisatge. Obres notables en aquest ordre són l'Erecció de la Creu del Kunsthistorisches Museum de Viena i l'Al·legoria de la Creu del mateix museu, pintades després de 1525. Va pintar també retrats, conservats en nombre reduït, dels quals destaca el de Jacob Ziegler (cap a 1540, Kunsthistorisches Museum).